# Nueva Concepción, Guatemala
Nueva Concepción är en kommunhuvudort i Guatemala.   Den ligger i departementet Departamento de Escuintla, i den sydvästra delen av landet, 100 km sydväst om huvudstaden Guatemala City. Nueva Concepción ligger 58 meter över havet och antalet invånare är 11 121.
Terrängen runt Nueva Concepción är platt. Runt Nueva Concepción är det ganska tätbefolkat, med 172 invånare per kvadratkilometer. Närmaste större samhälle är Tiquisate, 11,3 km nordväst om Nueva Concepción. Omgivningarna runt Nueva Concepción är en mosaik av jordbruksmark och naturlig växtlighet.